# Domenico Pelli
Domenico Pelli (3. januar 1657 i Aranno – 24. januar 1728 i Rendsborg) var en venetiansk bygmester, entreprenør og arkitekt, som var virksom i Danmark fra 1688 til omkring 1710.
Han nævnes første gang da han i 1688 skriver kontrakt med Christian 5. om fæstningsarbejder ved Oldesloe i det daværende Hertugdømme Holsten. I 1690 og frem arbejder han på befæstning af Rendsborg og udvidelsen af Kronborg med kronværket. Omkring 1700 arbejder han på Gottorp Slot. I 1703-04 bygger han Kastelskirken, og i 1704-06 Garnisons Kirke. 1707-8 to kongelige magasinbygninger i Rendsborg og Glückstadt.
Efter 1710 hører man ikke mere til ham.